# Johannes Everhardus Rijnboutt
Johannes Everhardus Rijnboutt, auch Joannes Everardus Rijnbout (* 12. Juli 1839 in Utrecht, Provinz Utrecht; † 25. Oktober 1900 in Assen, Provinz Drenthe), war ein niederländischer Landschaftsmaler, Radierer und Bildhauer.

## Leben

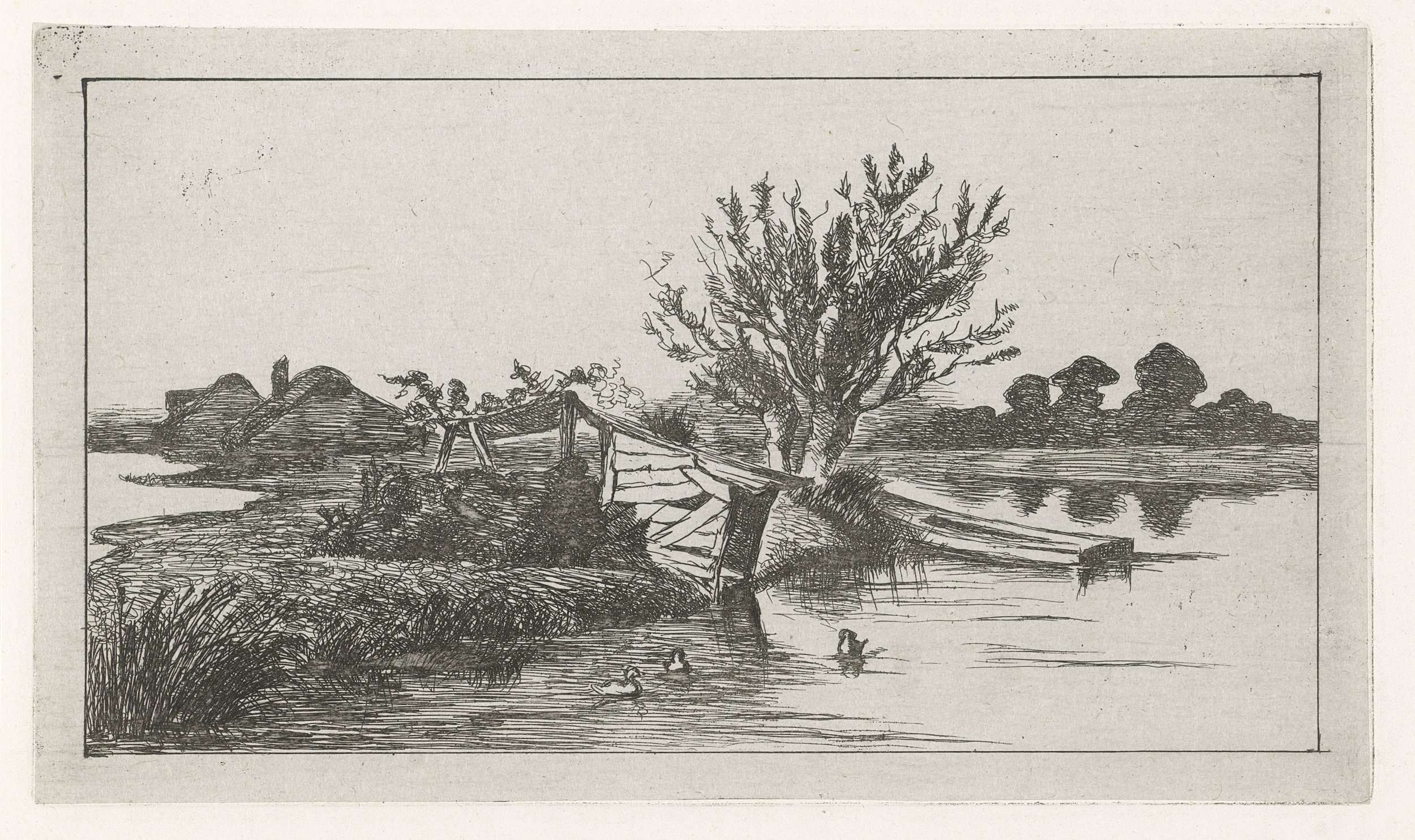
Riviergezicht met eenden en een vervallen schuur (Ansicht eines Gewässers mit Enten und einer verfallenen Hütte)

Rijnboutt, Sohn des Utrechter Bildhauers Johannes Jacobus Rijnboutt (1798–1849), besuchte im Jahr 1863 die Kunstakademie Düsseldorf. Dort war er Schüler von Andreas und Karl Müller sowie Ludwig Heitland. Nach seinem Studium war er bis 1868 in Utrecht aktiv, danach in Assen, wo er an der Rijks Hogere Burgerschool unterrichtete. Rijnbout war Lehrer des Bildhauers und Malers Johannes Gerardus van der Valk (1881–1963).